# ميرفن كيلي
ميرفن كيلي (بالإنجليزية: Mervin Joe Kelly) هو فيزيائي أمريكي، ولد في 14 فبراير 1894 في برنستون في الولايات المتحدة، وتوفي في 18 مارس 1971 في بورت سانت لوسي في الولايات المتحدة.